# Алексис Форд
Алексис Форд (енгл. Alexis Ford; 24. април 1988) америчка је порнографска глумица.

## Каријера
Алексис је почела да ради као модел, фотографисајући се нага за часописе, а потом почела као порнографска глумица снимајући своју прву сцену са глумицом Лекси Бел. У септембру 2009. године потписала је ексклузивни уговор са компанијом Adam & Eve. Тада први пут снима стрејт филм. Године 2010. је обновила уговор са истом компанијом на годину дана. Била је изабрана за љубимицу Пентхауса за месец јун 2012. године. Исте године потписује уговор са Jules Jordan Video и снима углавном сцене аналног секса. Наступила је у више од 70 порно-филма.

## Награде
| Година | Доделио          | Исход      | Категорија                        | Филм                 |
| ------ | ---------------- | ---------- | --------------------------------- | -------------------- |
| 2010   | CAVR             | Освојила   | Contract Star of Year             | /                    |
| 2010   | FAME Award       | Номинована | Finalist for Favorite New Starlet | /                    |
| 2011   | AVN Award        | Номинована | Best All-Girl Group Sex Scene     | FemmeCore            |
| 2011   | AVN Award        | Номинована | Best New Starlet                  | /                    |
| 2011   | XBIZ Award       | Номинована | New Starlet of the Year           | /                    |
| 2012   | NightMoves Award | Номинована | Best Overall Body                 | /                    |
| 2013   | AVN Award        | Номинована | Best Anal Sex Scene               | Alexis Ford Darkside |
| 2013   | AVN Award        | Освојила   | Best Boy/Girl Sex Scene           | Alexis Ford Darkside |
| 2013   | AVN Award        | Номинована | Best Double Penetration Sex Scene | Alexis Ford Darkside |
| 2013   | AVN Award        | Номинована | Best Oral Sex Scene               | Alexis Ford Darkside |
| 2013   | AVN Award        | Номинована | Best POV Sex Scene                | Alexis Ford Darkside |